# 슈퍼 럭비
슈퍼 럭비(Super rugby)는 1996년 시작된 SANZAR 국가들의 프로 럭비 유니온 리그이다.

## 팀
| 수퍼 럭비 팀 |                         |                 |                                                                               |
| 국가         | 팀                      | 연고지          | 경기장 (수용 인원)                                                            |
| 호주         | 에이시티 브럼비스       | 캔버라          | 캔버라 경기장 (25,011)                                                        |
| 호주         | 뉴사우스웨일스 와라타스 | 시드니          | 스타디움 오스트레일리아 (83,500) 시드니 풋볼 스타디움 (45,500)                |
| 호주         | 퀸즐랜드 레즈           | 브리즈번        | 발리모어 스타디움 (24,000) 선코프 스타디움 (52,500)                           |
| 호주         | 웨스턴 포스             | 퍼스            | 퍼스 오벌 (20,500)                                                            |
| 호주         | 멜버른 리벨스           | 멜버른          | AAMI 파크 (30,050)                                                            |
| 뉴질랜드     | 오클랜드 블루스         | 오클랜드        | 이든 파크 (60,000) 노스 하버 스타디움 (25,000)                                |
| 뉴질랜드     | 와이카토 치프스         | 해밀턴/와이카토 | 베이파크 스타디움 (19,800) 와이카토 스타디움 (25,800)                         |
| 뉴질랜드     | 캔터베리 크루세이더스   | 크라이스트처치  | AMI 스타디움 (38,628)                                                         |
| 뉴질랜드     | 오타고 하이랜더스       | 더니딘/인버카길 | 카리스브룩 (29,000) 퀸즈타운 이벤트 센터 (19,000) 럭비 파크 스타디움 (17,000) |
| 뉴질랜드     | 웰링턴 허리케인스       | 웰링턴          | 아레나 마나와투 (18,000) 웨스트팩 스타디움 (34,500)                           |
| 남아공       | 노던 불스               | 프리토리아      | 로프투스 버스펠드 경기장 (51,762)                                             |
| 남아공       | 센트럴 치타스           | 블롬폰테인      | 프리스테이트 경기장 (48,000)                                                  |
| 남아공       | 골든 라이온스           | 요하네스버그    | 엘리스 파크 경기장 (62,567)                                                   |
| 남아공       | 나탈 샤크스             | 더반            | ABSA 스타디움 (55,000)                                                        |
| 남아공       | 웨스턴 스토머스         | 케이프타운      | 뉴랜즈 경기장 (51,900)                                                        |

## 역대 우승팀

### 수퍼 10(수퍼 럭비)
- 1993년 - 트란스발 (럭비 유니온)
- 1994년 - 퀸즐랜드 레즈
- 1995년 - 퀸즐랜드 레즈

### 수퍼 12
- 1996년 - 오클랜드 블루스
- 1997년 - 오클랜드 블루스
- 1998년 - 캔터베리 크루세이더스
- 1999년 - 캔터베리 크루세이더스
- 2000년 - 캔터베리 크루세이더스
- 2001년 - 에이시티 브럼비스
- 2002년 - 캔터베리 크루세이더스
- 2003년 - 오클랜드 블루스
- 2004년 - 에이시티 브럼비스
- 2005년 - 캔터베리 크루세이더스

### 수퍼 14
| 시즌 |                     | 결승        | 결승                    | 결승                    |                   | 3,4위전             | 3,4위전                 |
| 시즌 | 우승                | 점수        | 준우승                  | 3위                     | 4위               |                     |                         |
| 2006 | 크루세이더스 (럭비) | 19 – 12     | 허리케인스 (럭비)       | 뉴사우스웨일스 와라타스 | 불스 (럭비)       |                     |                         |
| 2007 | 불스 (럭비)         | 20 – 19     | 나탈 샤크스             | 크루세이더스 (럭비)     | 블루스 (럭비)     |                     |                         |
| 2008 | 크루세이더스 (럭비) | 20 – 12     | 뉴사우스웨일스 와라타스 | 나탈 샤크스             | 허리케인스 (럭비) |                     |                         |
| 2009 |                     | 불스 (럭비) | 61 – 17                 | 치프스 (럭비)           |                   | 허리케인스 (럭비)   | 크루세이더스 (럭비)     |
| 2010 |                     | 불스 (럭비) | 25 – 17                 | 스토머스 (럭비)         |                   | 크루세이더스 (럭비) | 뉴사우스웨일스 와라타스 |

## 리그 방식

### 수퍼 12/14
- 리그는 3국(호주, 뉴질랜드, 남아공)으로 단일리그 구성
- 각 팀들이 서로 1경기씩 13경기를 하여 총 91경기가 진행

### 수퍼 럭비
- 각 국마다 하나의 지구(5팀씩 3지구)를 가짐
- 팀당 16경기(지구에서 2번씩 홈 앤드 어웨이 방식으로 8경기, 2개의 타지구팀의 5팀중 4팀과 1번씩 8경기)를 치른다.
- 각 지구 1위팀(3) + 승점 상위 3팀(3)으로 총 6팀이 플레이오프에 진출하며 1위팀중 승점이 가장 낮은 팀과 승점 상위 3팀이 먼저 플레이오프를 치른 뒤 직행한 2팀과 준결승과 결승을 치러 우승팀을 정한다.

## 승점 방식
- 승리할시 4점
- 무승부시 2점
- 한경기에서 4개 이상의 트라이를 성공시키면 1점
- 7점 이하로 패배하면 1점

## 리그 역사

### 수퍼 6
1986년에 호주(퀸즐랜드 레즈, 뉴사우스웨일스 와라타스), 뉴질랜드(블루스 (럭비), 크루세이더스 (럭비), 허리케인스 (럭비)), 피지(피지 럭비 국가대표팀)에서 남태평양 챔피언십이 시작하였고, 1992년에 수퍼 6(수퍼 럭비)로 이름이 바뀌었다.

### 수퍼 10(수퍼 럭비)
1993년 뉴질랜드, 호주, 남아공의 프로팀 + (피지, 통가, 서사모아의 퍼시픽 트라이 네이션스 우승팀)으로 수퍼 10이 시작하였고, 이 대회는 후의 수퍼 12/수퍼 14/수퍼 15의 시초가 되었다

### 수퍼 12/수퍼 14
1995년 본격적으로 럭비의 프로화로 인해 수퍼 10을 개조하여 수퍼 12(뉴질랜드 5팀, 남아공 4팀, 호주 3팀)이 1996년부터 시작하였고, 2006년 호주와 남아공이 각각 1팀씩을 추가하여 수퍼 14으로 전환되었다.

## 같이 보기
- 트라이 네이션스
- SANZAR